# Průlomová cena ve vědách o životě
Průlomová cena ve vědách o životě (anglicky Breakthrough Prize in Life Sciences) je mezinárodní ocenění pro vědce z medicínských oborů. S cenou je spojena odměna ve výši 3 milionů dolarů. Ceny udílí Nadace Průlomové ceny ve vědách o životě, vzniklá z iniciativy internetového podnikatele a investora Jurije Milnera (který v roce 2012 založil pro fyziky obdobnou Průlomovou cenu v základní fyzice). V čele nadace stojí ředitel Applu Arthur Levinson, mezi sponzory nadace jsou zakladatel Facebooku Mark Zuckerberg a zakladatel Googlu Sergej Brin.
Úmyslem ceny, která by měla být udělována každý rok jedenácti vědcům, je zajistit jim peníze a klid na další práci. Nominovat kandidáta bude moci kdokoli, vítěze bude vybírat komise složená ze sponzorů ceny a bývalých výherců.
Od Nobelovy ceny se Průlomová cena odlišuje jak téměř třikrát vyšší udílenou částkou, tak skutečností, že cenu může obdržet neomezený počet lidí, což může být důležité pro vědecké týmy. Ocenění vědci také nemusí jet na žádné slavnostní předávání.

## Držitelé

### 2013
V roce 2013 bylo vyhlášeno jedenáct prvních oceněných. Každý obdržel 3 miliony dolarů.
- Cornelia I. Bargmann
- David Botstein
- Lewis C. Cantley
- Hans Clevers
- Titia de Lange
- Napoleone Ferrara
- Eric S. Lander
- Charles L. Sawyers
- Robert A. Weinberg
- Šin’ja Jamanaka
- Bert Vogelstein

### 2014
V roce 2014 se stali laureáty:
- James P. Allison
- Mahlon DeLong
- Michael N. Hall
- Robert Langer
- Richard P. Lifton
- Alexander Varshavsky

### 2015
V roce 2015 se stali laureáty:
- Alim-Louis Benabid
- C. David Allis
- Victor Ambros
- Jennifer Doudna

### 2016
V roce 2016 se stali laureáty:
- Edward S. Boyden
- John Hardy
- Helen Hobbs
- Svante Pääbo

### 2017
V roce 2017 se stali laureáty:
- Stephen J. Elledge
- Harry F. Noller
- Roeland Nusse
- Jošinori Ósumi
- Huda Yahya Zoghbi

### 2018
V roce 2018 se stali laureáty:
- Joanne Chory
- Kazutoshi Mori
- Kim Nasmyth
- Don W. Cleveland

### 2019
V roce 2019 se stali laureáty:
- C. Frank Bennett
- Adrian R. Krainer
- Angelika Amon
- Xiaowei Zhuang
- Zhijian James Chen

### 2020
V roce 2020 se stali laureáty:
- Jeffrey M. Friedman
- Franz-Ulrich Hartl
- Arthur L. Horwich
- David Julius
- Virginia Man-Yee Leeová

### 2021
V roce 2021 se stali laureáty:
- David Baker
- Catherine Dulacová
- Dennis Lo
- Richard J. Youle

### 2022
V roce 2022 se stali laureáty:
- Jeffery W. Kelly
- Katalin Karikóová
- Drew Weissman
- Shankar Balasubramanian
- David Klenerman
- Pascal Mayer

### 2023
V roce 2023 se stali laureáty:
- Clifford P. Brangwynne
- Anthony A. Hyman
- Demis Hassabis
- John M. Jumper
- Emmanuel Mignot
- Masashi Yanagisawa

### 2024
V roce 2024 se stali laureáty:
- Carl H. June
- Michel Sadelain
- Sabine Hadidaová
- Paul Negulescu
- Fredrick Van Goor
- Thomas Gasser
- Ellen Sidranskyová
- Andrew Singleton